# Black Panther (film)
Pour les articles homonymes, voir Black Panther.
Série l'univers cinématographique Marvel
Thor: Ragnarok
(2017) Avengers: Infinity War
(2018)
Série Black Panther
Black Panther: Wakanda Forever
(2022)
Pour plus de détails, voir Fiche technique et Distribution.
Black Panther, ou Panthère noire au Québec est un film de super-héros américain coécrit et réalisé par Ryan Coogler, sorti en 2018.
Adapté du personnage de Marvel Comics T'Challa alias Black Panther (interprété par Chadwick Boseman), il s'agit du dix-huitième film de l'univers cinématographique Marvel et du sixième de la phase trois.
Le film débute avec le retour du prince T'Challa chez lui, au Wakanda, pour servir son pays en tant que nouveau roi, après avoir participé à l'affrontement entre Iron Man et Captain America (lors du film Captain America: Civil War). Cependant, le pouvoir de T'Challa va bientôt être défié par des membres de son propre pays. Quand deux ennemis conspirent pour détruire le Wakanda, Black Panther doit s'allier à l'agent de la CIA Everett K. Ross et aux membres du Dora Milaje, les forces spéciales du Wakanda, pour éviter que le pays ne soit emporté dans un conflit mondial.
Le film rencontre un grand succès au box office dans le monde (c'est l'un des plus gros succès du box-office mondial) rapportant 1,3 milliard de dollars de recettes, pour un budget de 200 millions de dollars. Il a ainsi battu de nombreux records dont celui du film le plus rentable pour un réalisateur noir. Il est devenu le treizième film le plus rentable de tous les temps, le cinquième film le plus rentable aux États-Unis et au Canada, et le deuxième film le plus rentable en 2018.[réf. nécessaire]
Remarqué pour sa représentation de la culture africaine et afro-américaine, il devient le premier film de super-héros à être nommé pour l'Oscar du meilleur film en 2019. Il récolte au total sept nominations aux Oscars et en remporte trois.

## Synopsis

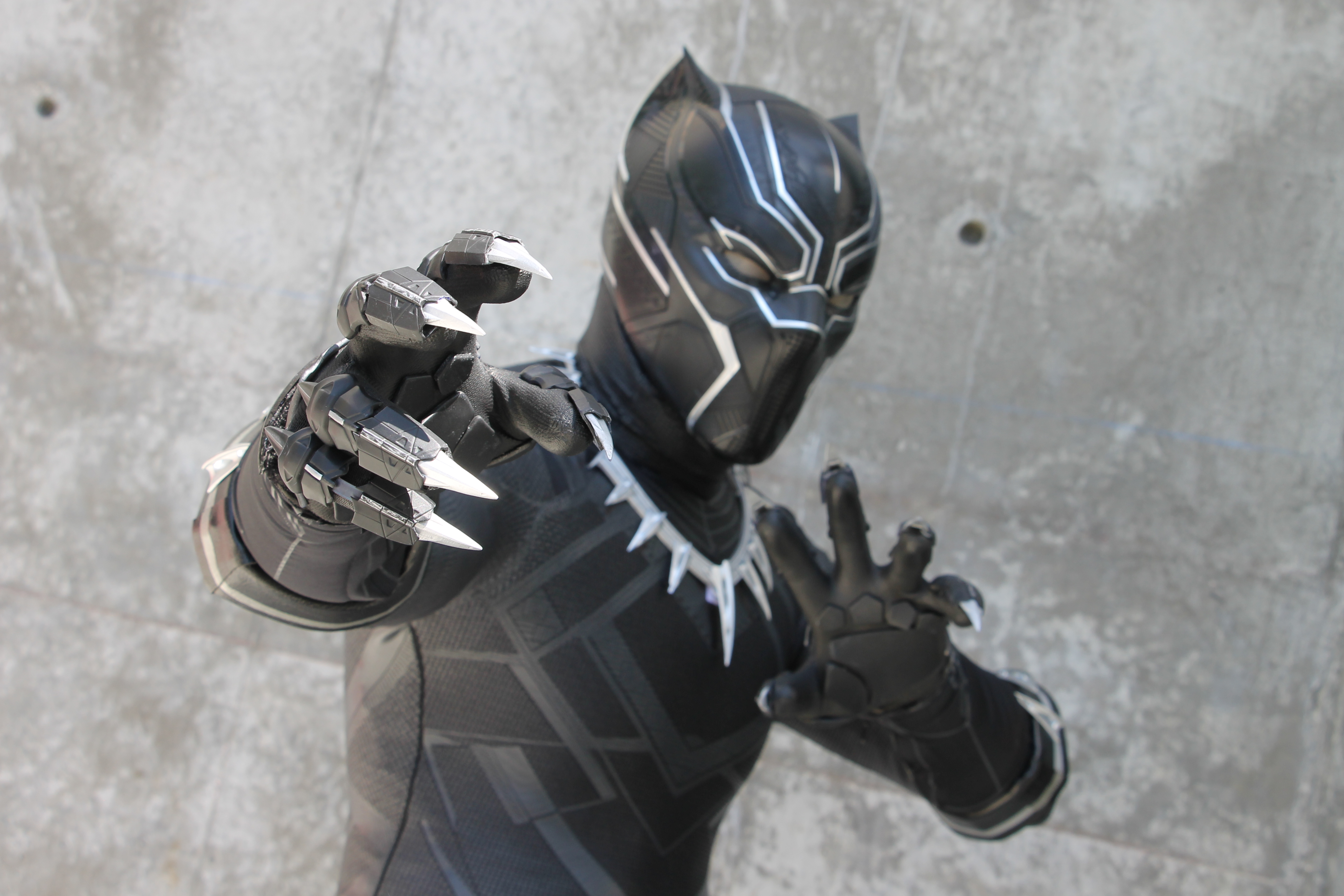
Cosplay de Black Panther.

Il y a de cela plusieurs millions d'années, une météorite de vibranium s'écrasa en Afrique. Plus tard, cinq tribus s'installèrent dans la région et fondèrent la nation du Wakanda. Elles étaient toujours en guerre entre elles jusqu'à ce qu'un guerrier, guidé par une vision de Bast, la déesse panthère, découvre les propriétés de « l'herbe-cœur » et augmente ses capacités physiques après l'avoir ingérée. Devenu le premier Black Panther, il unifia les tribus (à l'exception des Jabari, qui décidèrent de s'exiler dans les montagnes), et une ère de prospérité commença au Wakanda. Au fil des siècles, les Wakandais ont utilisé le vibranium pour développer une technologie très avancée tout en s'isolant du reste du monde, masquant leur capitale aux regards extérieurs par un champ de force et se faisant passer pour un pays du tiers-monde.
En 1992, lors d'une mission de couverture à Oakland en Californie, le Prince N'Jobu déplore de plus en plus la politique isolationniste du Wakanda, et nourrit le projet de partager sa technologie avec les populations descendantes des Africains partout dans le monde, afin qu'elles se soulèvent face à leurs oppresseurs. Son frère, le Roi T'Chaka, est mis au courant de sa trahison par Zuri, un agent chargé de surveiller les actions de N'Jobu. Après une confrontation verbale, il somme le prince de retourner au Wakanda pour répondre de ses crimes. Dehors, un jeune garçon jouant au basket remarque dans le ciel les réacteurs du vaisseau royal qui s'envole...

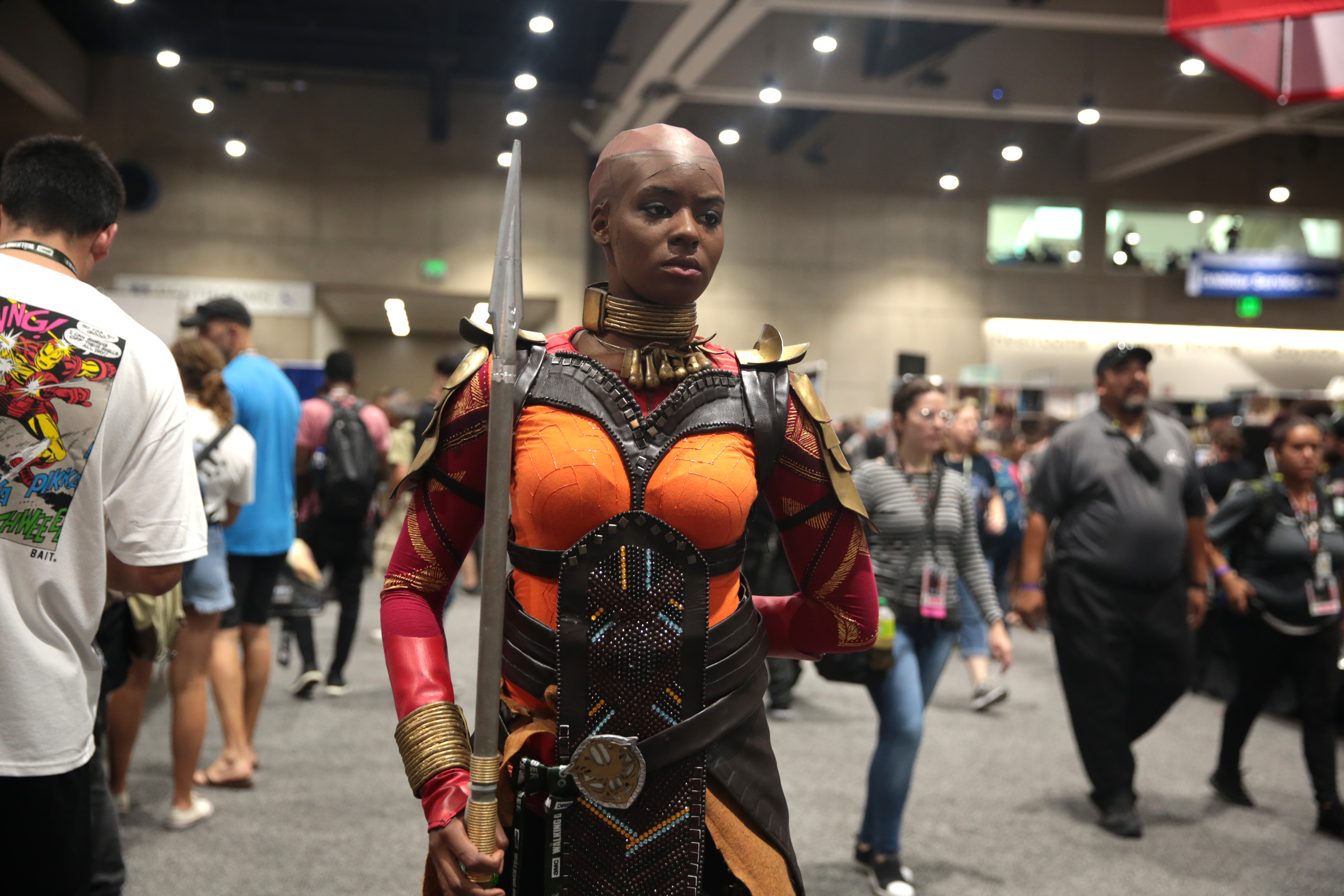
Cosplay d'Okoye.

En 2016, une semaine après la mort de T'Chaka des mains d'Helmut Zemo , son fils T'Challa, le Black Panther actuel, rentre au Wakanda pour succéder à son père sur le trône. Après avoir extrait son ex-petite-amie Nakia d'une mission de couverture au Nigeria avec l'aide d'Okoye – générale des Dora Milaje, la garde royale – il retrouve sa mère Ramonda et sa sœur Shuri à Birnin Zara, la capitale du pays. Lors de la cérémonie de couronnement, alors que plusieurs tribus refusent de présenter un guerrier pour défier T'Challa pour le titre de roi, M'Baku, chef de la tribu rivale Jabari, défie le prince en duel singulier. Les deux hommes s'affrontent et T'Challa soumet son adversaire, légitimant son titre de souverain.
Lorsque le trafiquant d'armes Ulysses Klaue refait surface, volant un artefact wakandais dans un musée londonien pour le revendre à Busan en Corée du Sud, W'Kabi, proche ami du roi ayant perdu ses parents à cause de Klaue, demande à T'Challa de régler le problème soit en le tuant, soit en le ramenant vivant au Wakanda. Le jeune roi, Okoye et Nakia tentent d'intercepter Klaue dans un casino clandestin et découvrent que l'acheteur n'est autre qu'Everett K. Ross, agent de la CIA qui avait fait connaissance de T'Challa à Berlin, et s'était occupé de la mise en détention de Zemo . La situation dégénère, des combats éclatent dans le casino, puis une course-poursuite s'engage dans les rues de Busan, qui se termine par l'arrestation de Klaue. Alors qu'il est interrogé par l'agent Ross, Klaue fournit des informations sur la technologie de pointe du Wakanda et son important gisement de vibranium. Il est ensuite secouru par des complices parmi lesquels Erik Stevens, un ex-soldat des forces spéciales américaines surnommé « Killmonger » pour son extrême brutalité et le nombre élevé de ses victimes. Ross est gravement blessé en sauvant Nakia lors de l'attaque, et au lieu de poursuivre Klaue, T'Challa emmène Ross au Wakanda, où sa sœur Shuri utilise une technologie avancée pour lui sauver la vie. Pendant ce temps, Killmonger tue Klaue et ses acolytes puis prend l'avion pour le Wakanda.
De retour dans son palais, T'Challa confronte Zuri sur les origines d'Erik (il a remarqué qu'il portait en pendentif la même bague que la sienne, héritée de son père), et ce dernier, hésitant, lui avoue la vérité : N'Jobu, pendant sa mission de couverture, avait recruté Klaue en secret pour voler un stock de vibranium. Mais après avoir été sommé de revenir au Wakanda, N'Jobu avait voulu tuer Zuri, ce qui avait poussé T'Chaka à tuer son frère de ses propres mains, et à abandonner le jeune garçon qui jouait au basket dehors et qui est en réalité Erik lui-même, afin que le Wakanda n'apprenne jamais la vérité. Choqué par cette révélation, il perd confiance et prend conseil auprès de Nakia.
Killmonger arrive également au Wakanda, et présente comme cadeau à un W'Kabi dubitatif le corps de Klaue. Lors de son arrestation, il est amené devant le Roi, et révèle aux anciens son véritable nom : N'Jadaka, fils de N'Jobu. Il défie T'Challa pour le trône grâce à son statut de prince. Lors du duel, l'entraînement spécial de Killmonger et sa haine se révèlent décisifs. Il tue Zuri qui s'était interposé pour avouer son implication dans la mort de son père, puis triomphe aisément de T'Challa, qu'il laisse pour mort en le jetant d'une haute cascade. Plus tard, après avoir ingéré l'herbe-cœur et reçu les pouvoirs du Black Panther, il fait brûler toutes les herbes, sans remarquer que Nakia en a discrètement dérobé une. Puis il met en œuvre le plan de son père en préparant des cargaisons d'armes au vibranium destinées aux agents wakandais disséminés dans le monde entier, dans le but de provoquer un soulèvement général. Nakia, Shuri, Ramonda et Ross fuient le royaume pour quérir l'aide de M'Baku, et apprennent que les Jabari ont trouvé et apporté des soins palliatifs à un T'Challa comateux et gravement blessé.
Soigné et renforcé par l'herbe apportée par Nakia, T'Challa tente un rapprochement avec les Jabari, mais M'Baku refuse d'apporter son soutien militaire. Il retourne à son royaume et reprend le combat contre son cousin, désormais également en possession d'une combinaison de Black Panther. Pendant que Shuri, Nakia et Okoye se joignent aux Dora Milaje contre W'Kabi et son armée, Ross, télépilotant le jet royal, parvient à détruire in extremis les vaisseaux chargés d'armes avant qu'ils ne quittent le pays. Entre-temps, l'arrivée des Jabari permet de renverser le cours de l'affrontement, et la Tribu de la Porte menée par W'Kabi est contrainte de déposer les armes. Pendant ce temps, le combat pour le trône amène les deux Black Panthers dans la mine de vibranium, où des disrupteurs soniques, utilisés pour le transport du métal et activés par intermittence, mettent à mal l'intégrité de leurs armures en vibranium. Lorsque le corps de Killmonger est brièvement exposé sous l'armure, T'Challa poignarde son cousin avec son fer de lance. Killmonger, après avoir observé une dernière fois la beauté de son pays d'origine, préfère mourir libre plutôt que d'accepter l'offre de T'Challa de le soigner et l'emprisonner en retirant lui-même la lame de sa poitrine.
Rejetant la politique isolationniste des anciens rois wakandais, T'Challa crée un centre d'aide et de recherche à Oakland pour que Nakia et Shuri puissent y travailler et partager leurs connaissances et technologies.
Scène inter-générique
T'Challa prononce un discours à l'Office des Nations unies à Vienne pour révéler toute la vérité sur le Wakanda aux yeux du monde. Lorsqu'un membre de l'assemblée demande quel genre de technologie un pays du tiers-monde peut offrir aux autres, le Roi du Wakanda ne peut s'empêcher de sourire.
Scène post-générique
Bucky Barnes sort d'une case dans la campagne wakandaise, alors que des enfants le surnomment « Loup Blanc ». Shuri l'accueille et lui dit qu'il a encore beaucoup à apprendre.

## Fiche technique
Sauf indication contraire, les informations mentionnées dans cette section peuvent être confirmées par les bases de données cinématographiques IMDb et Allociné,  présentes dans la section « Liens externes ».
- Titre original et français : Black Panther
- Titre québécois : Panthère Noire[1]
- Réalisation : Ryan Coogler
- Scénario : Ryan Coogler et Joe Robert Cole, d'après les personnages Marvel Comics créés par Stan Lee et Jack Kirby
- Musique : Ludwig Göransson
- Direction artistique : Alan Hook, Jason T. Clark, Joseph Hiura, Alex McCarroll, Jay Pelissier, Jesse Rosenthal et Domenic Silvestri
- Décors : Hannah Beachler et Jay Hart[2]
- Costumes : Ruth E. Carter
- Photographie : Rachel Morrison
- Son : Dan Abrams, Steve Boeddeker, Mark Lindauer, Douglas Parker, Brandon Proctor, Ryan Stern, Andy Winderbaum
- Montage : Debbie Berman (en) et Michael Shawver (en)
- Production : Kevin Feige
  - Production exécutive : Genevieve Hofmeyr (Afrique du Sud) et Danny 'Yun Tae' Kang (Corée du Sud)
  - Production déléguée : Stan Lee, Victoria Alonso, Jeffrey Chernov, Louis D'Esposito (es) et Nate Moore
  - Coproduction : David J. Grant
- Sociétés de production[3] : Walt Disney Pictures, présenté par Marvel Studios
- Société de distribution : Walt Disney Studios Motion Pictures
- Budget : 200 millions de $[4],[5]
- Pays de production :  États-Unis
- Langues originales : anglais, swahili, nama, xhosa, coréen
- Format[6] : couleur (ACES) (Technicolor) - D-Cinema - 2,39:1 (Cinémascope) - son Dolby Atmos | Auro 11.1 | Dolby Surround 7.1 | DTS (DTS: X) | IMAX 12-Track | Dolby Digital
- Genre : action, aventures, fantastique, science-fiction, super-héros
- Durée : 134 minutes
- Dates de sortie[7] :
  - États-Unis : 29 janvier 2018 (première mondiale à Los Angeles)[8] ; 16 février 2018 (sortie nationale) ; 3 septembre 2018 (ressortie en version IMAX) ; 30 août 2020 (diffusion en hommage spécial)
  - France, Belgique, Suisse romande : 14 février 2018[9],[10],[11],[12]
  - Québec : 16 février 2018[1]
- Classification[13] :
  - États-Unis : accord parental recommandé, film déconseillé aux moins de 13 ans (PG-13 - Parents Strongly Cautioned)[Note 4]
  - France : tous publics[14]
  - Belgique : potentiellement préjudiciable jusqu'à 12 ans (Mogelijk schadelijk voor kinderen onder de 12 jaar)[10],[15]
  - Suisse romande : interdit aux moins de 12 ans[16]
  - Québec : tous publics - déconseillé aux jeunes enfants (G - General Rating)[1]

## Distribution
- Chadwick Boseman (VF : Namakan Koné ; VQ : Pierre-Yves Cardinal) : T'Challa / Black Panther
- Michael B. Jordan (VF : Diouc Koma ; VQ : Christian Perrault) : N'Jadaka / Erik Stevens / Killmonger / Black Panther
- Lupita Nyong'o (VF : Fily Keita ; VQ : Catherine Hamman) : Nakia
- Andy Serkis (VF : Jérémie Covillault ; VQ : Manuel Tadros) : Ulysses Klaue
- Danai Gurira (VF : Géraldine Asselin ; VQ : Julie Beauchemin) : Okoye
- Martin Freeman (VF : Julien Sibre ; VQ : François Sasseville) : Everett K. Ross (en)
- Angela Bassett (VF : Maïk Darah ; VQ : Claudine Chatel) : Ramonda
- Daniel Kaluuya (VF : Rody Benghezala ; VQ : Eric Paulhus) : W'Kabi
- Forest Whitaker (VF : Thierry Desroses ; VQ : Normand D'Amour) : Zuri
- Denzel Whitaker (VF : Jean-Michel Vaubien ; VQ : Jean-François Beaupré) : James / Zuri jeune
- Letitia Wright (VF : Aurélie Konaté ; VQ : Catherine Brunet) : Shuri
- Winston Duke (VF : Asto Montcho ; VQ : Thiéry Dubé) : M'Baku
- Sterling K. Brown (VF : Mohad Sanou ; VQ : Alexis Lefebvre) : N'Jobu
- John Kani (VF : Saïd Amadis ; VQ : Didier Lucien) : T'Chaka (en)
- Atandwa Kani (VF : Jean-Paul Pitolin ; VQ : Guillaume Cyr) : T'Chaka, jeune
- Florence Kasumba : Ayo
- Isaac de Bankolé (VF : Jean-Michel Martial ; VQ : Stéphane Rivard) : le chef de la tribu de la Rivière
- Danny Sapani : M'Kathu, l'ancien de la tribu de la Porte
- Dorothy Steel (en) : l'ancienne de la tribu marchande
- Connie Chiume : l'ancienne de la tribu de la Mine
- Nabiyah Be (en) (VF : Corinne Wellong ; VQ : Émilie Josset) : Linda
- Sydelle Noel : Xoliswa, une Dora Milaje
- Sope Aluko (VF : Vanessa Van-Geneugden ; VQ : Johanne Garneau) : Shaman
- Bambadjan Bamba : le chef de la milice
- Stan Lee (VF : Jean-Claude Montalban ; VQ : Jean-Jacques Lamothe) : un joueur de poker à Busan (caméo)
- Sebastian Stan (VF : Axel Kiener ; VQ : Nicholas Savard L'Herbier) : James « Bucky » Barnes / le Loup Blanc (caméo non crédité, scène post-générique)

Photos des acteurs principaux au Comic-Con de San Diego 2017
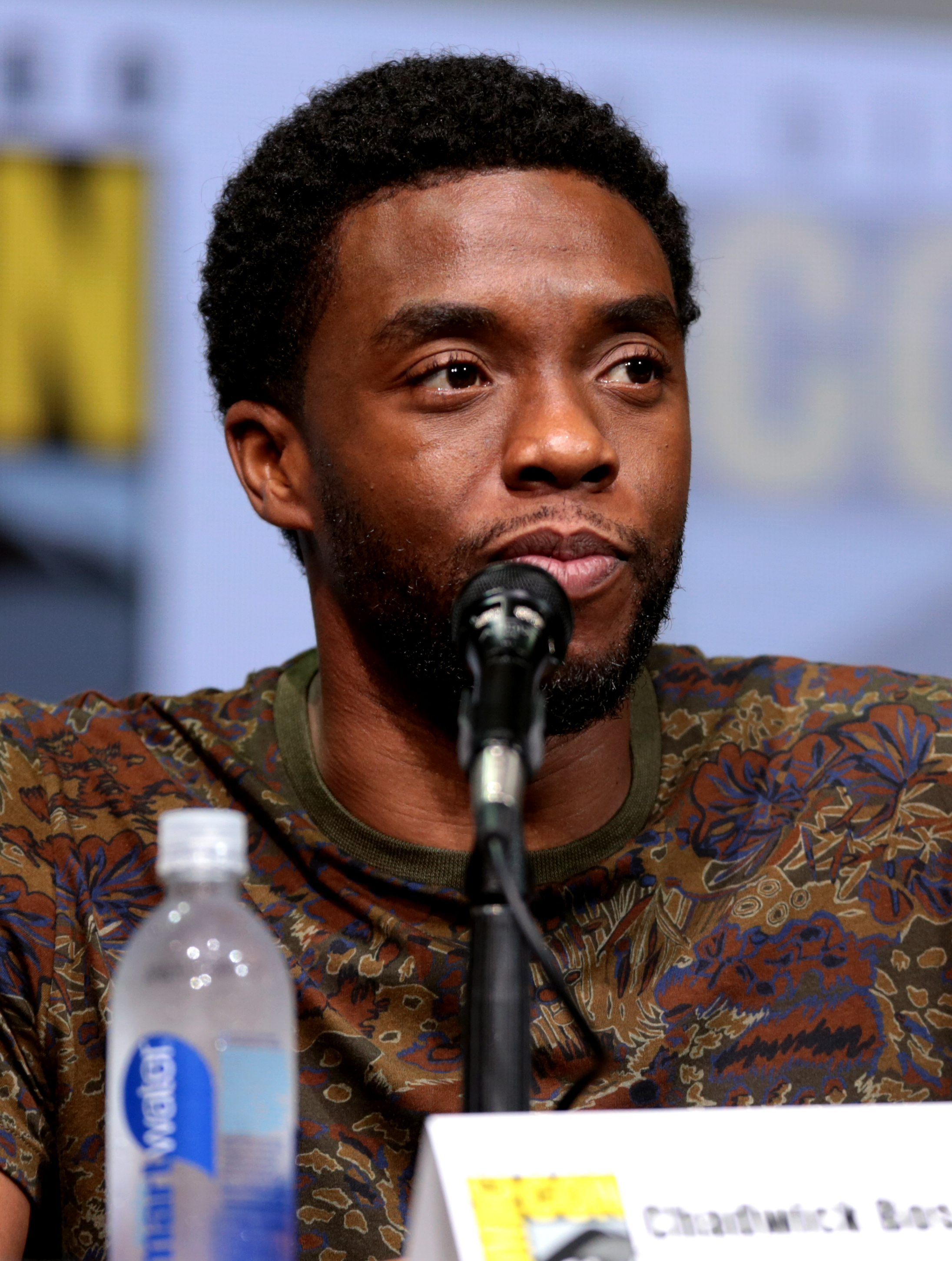
Chadwick Boseman.
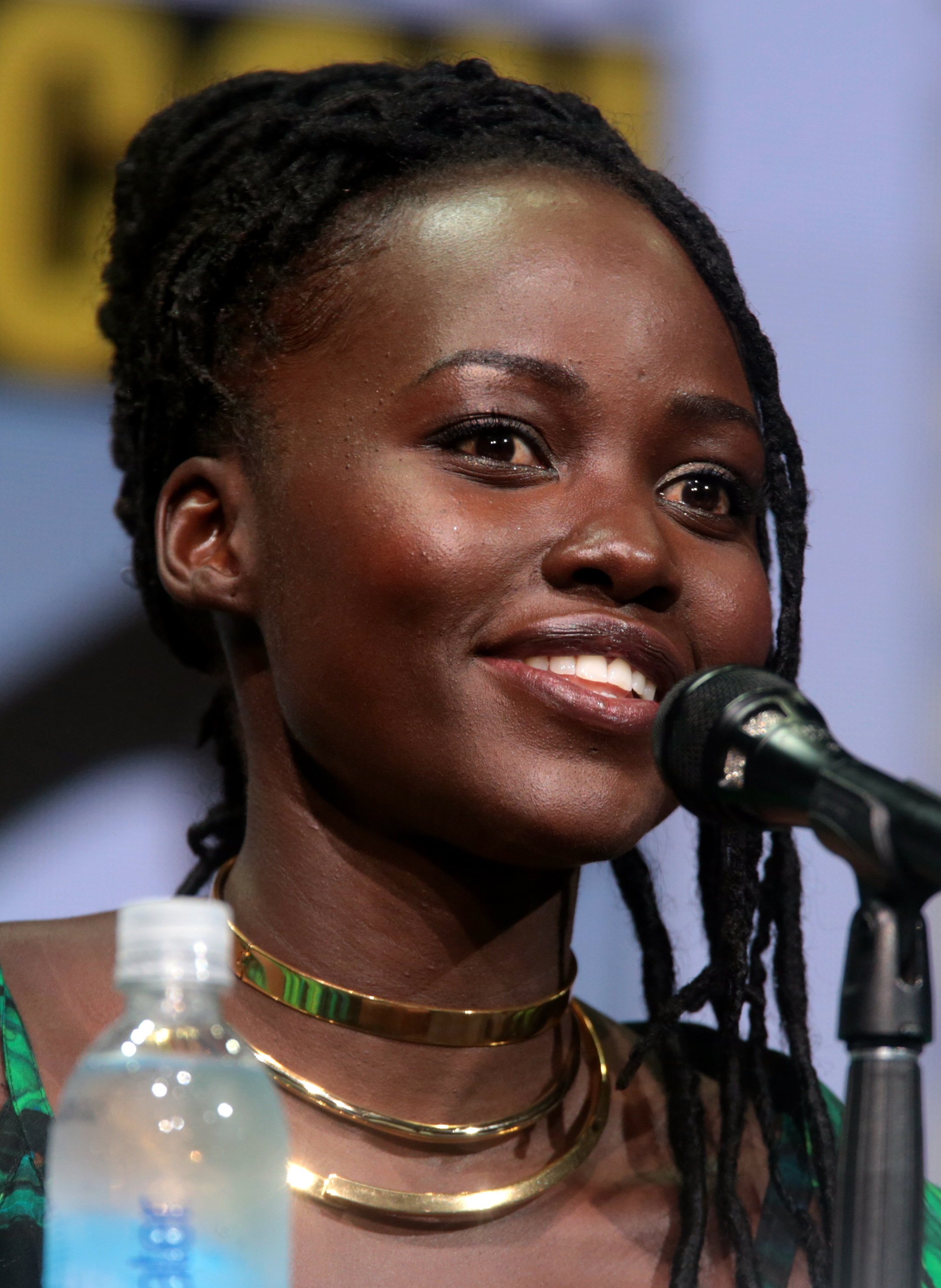
Lupita Nyong'o.
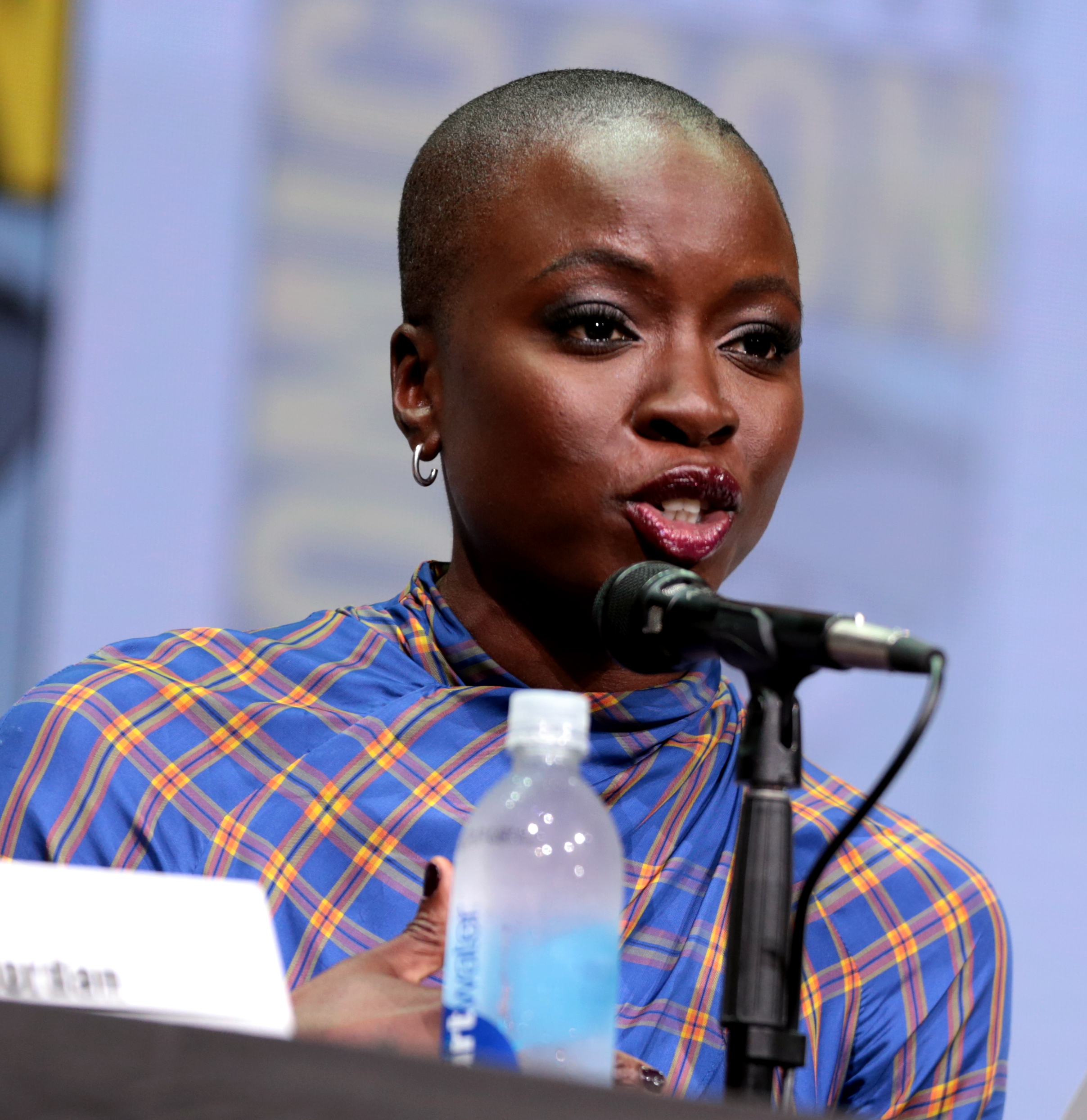
Danai Gurira.
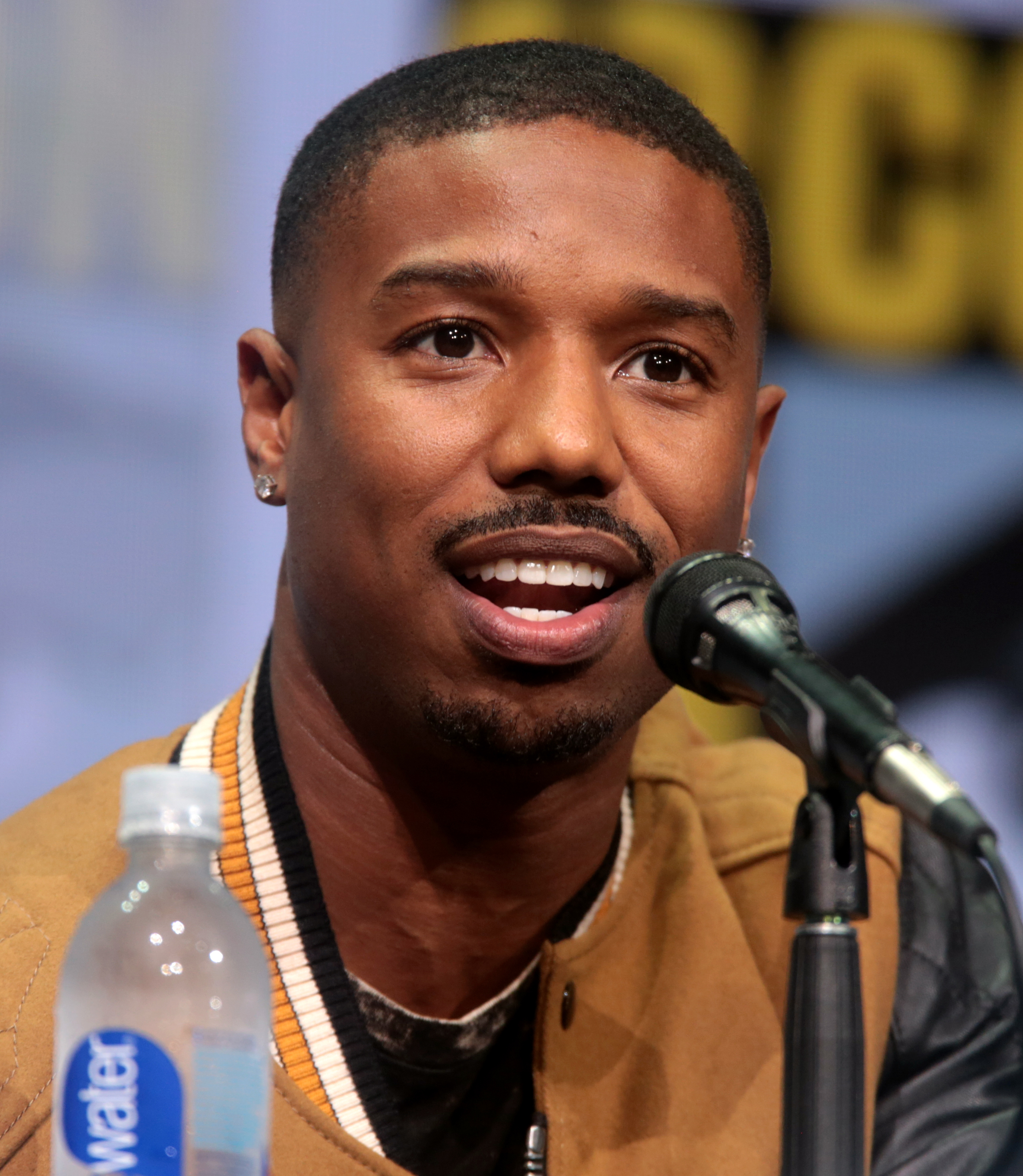
Michael B. Jordan.
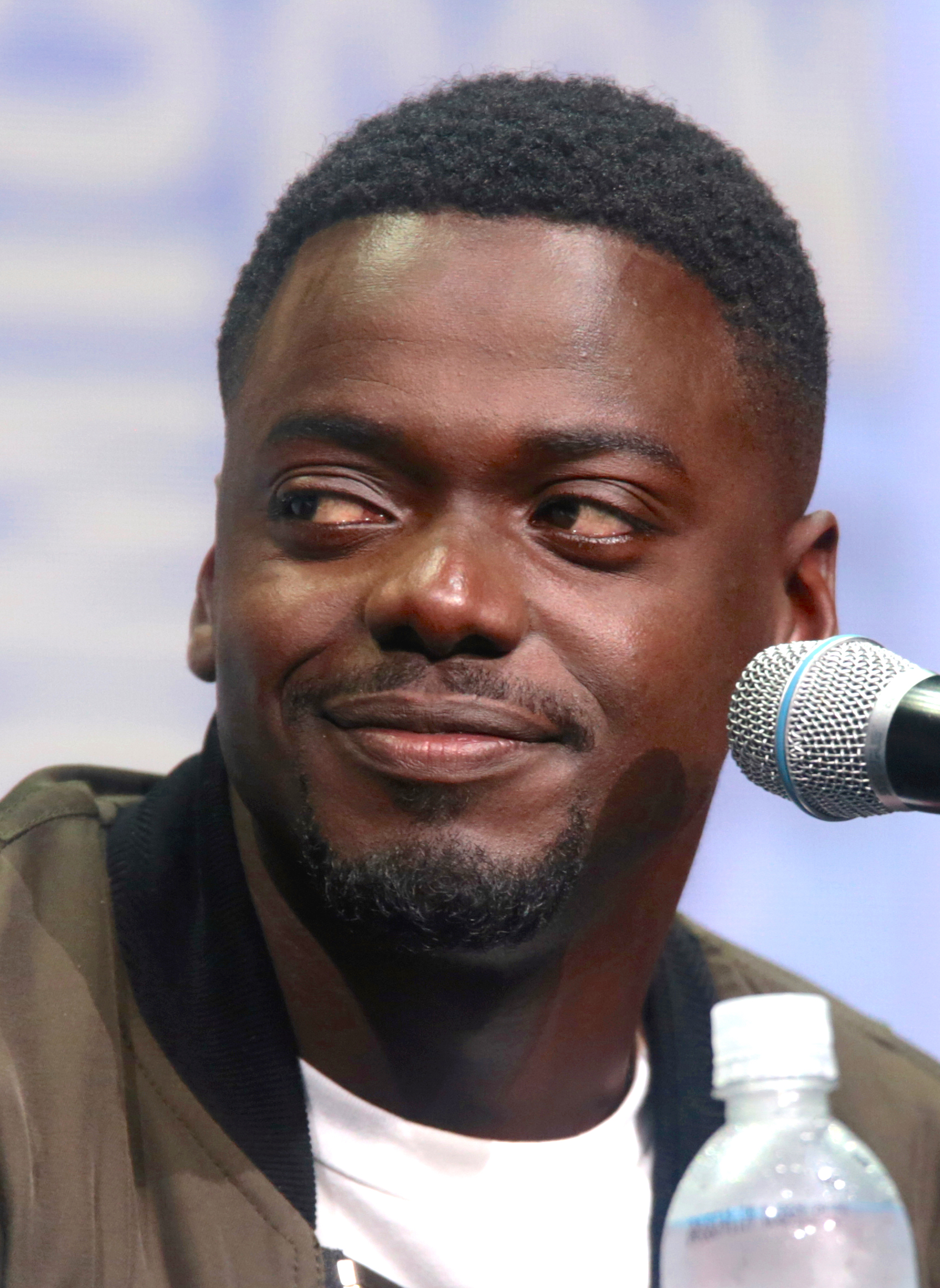
Daniel Kaluuya.
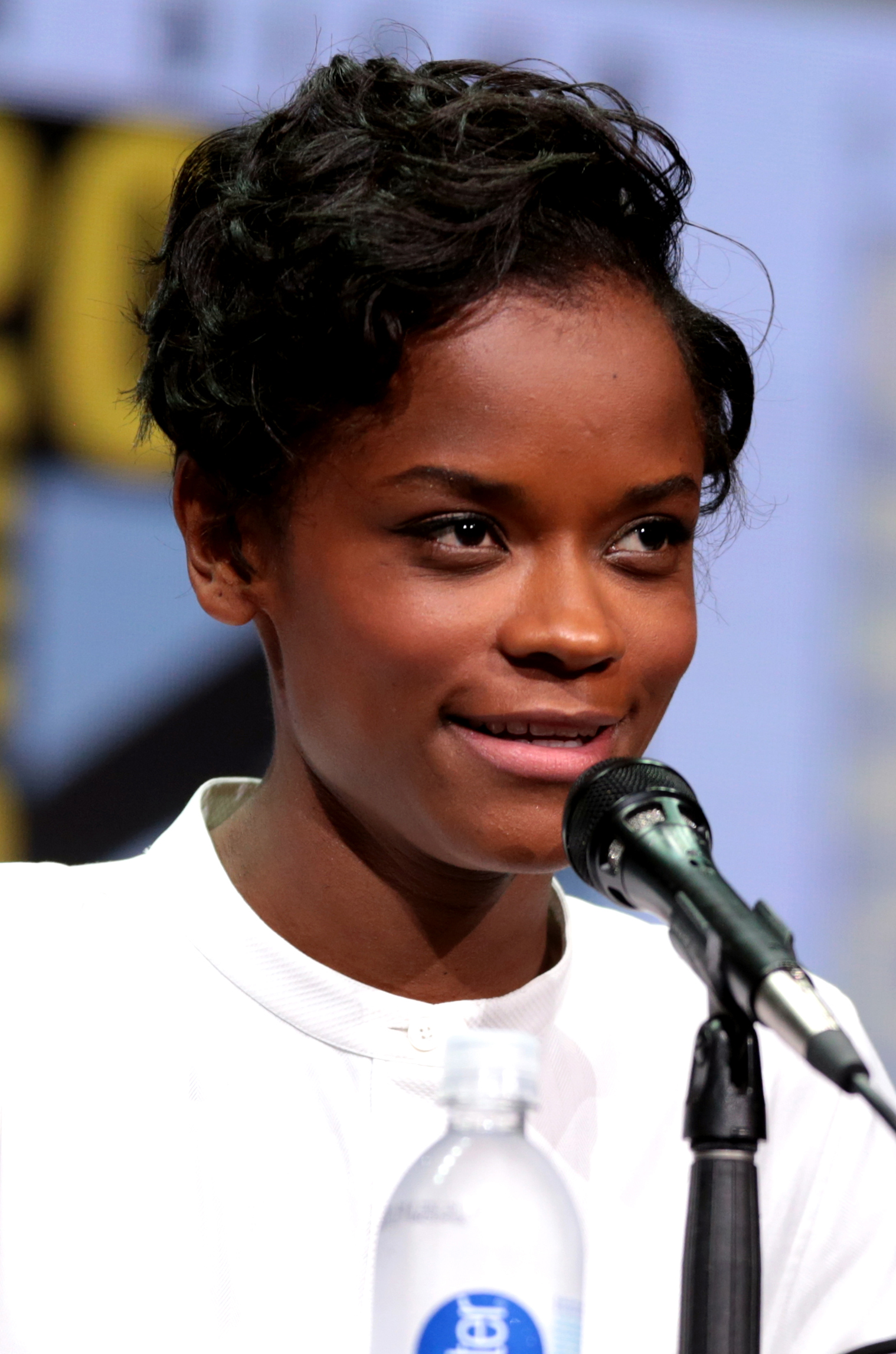
Letitia Wright.
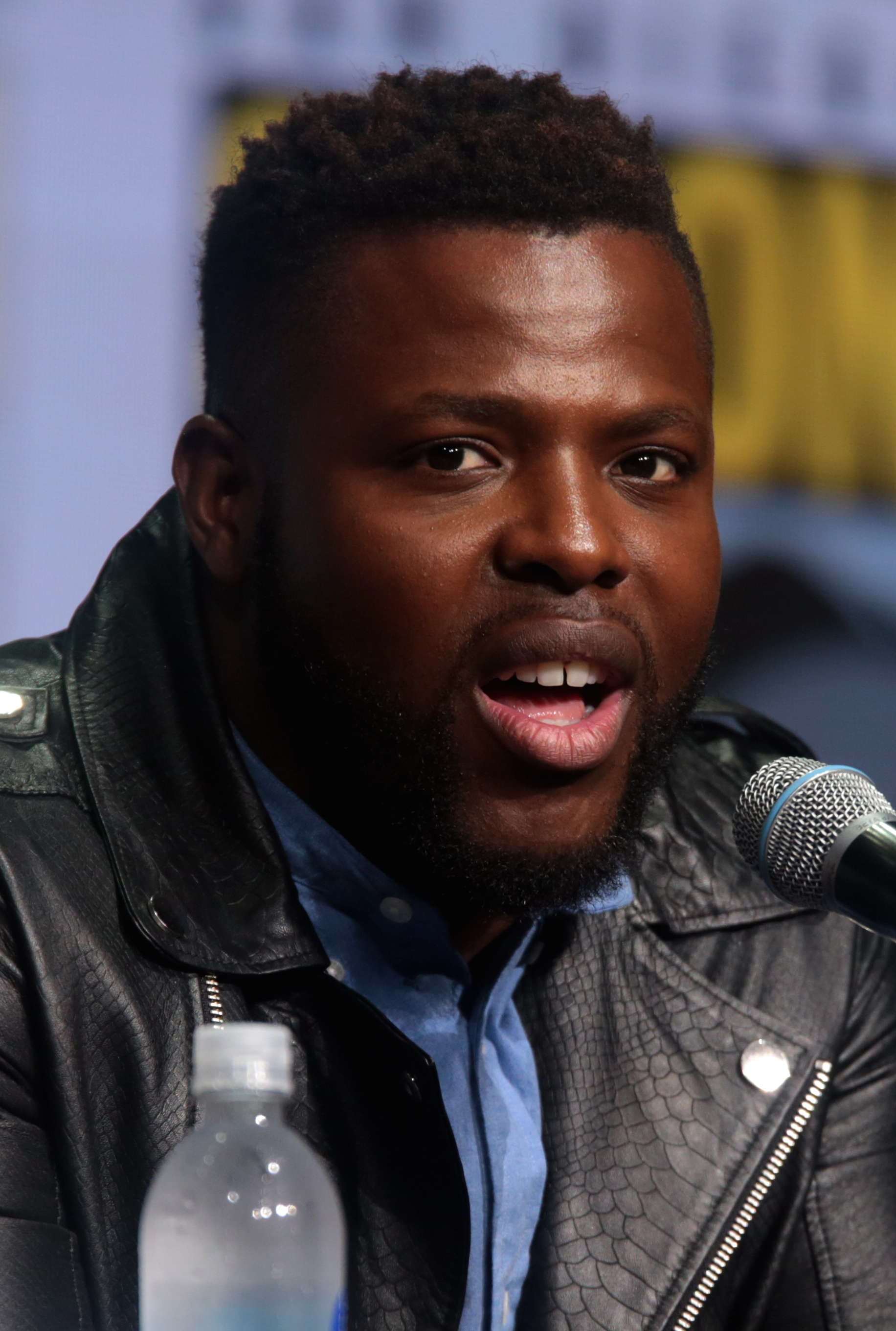
Winston Duke.
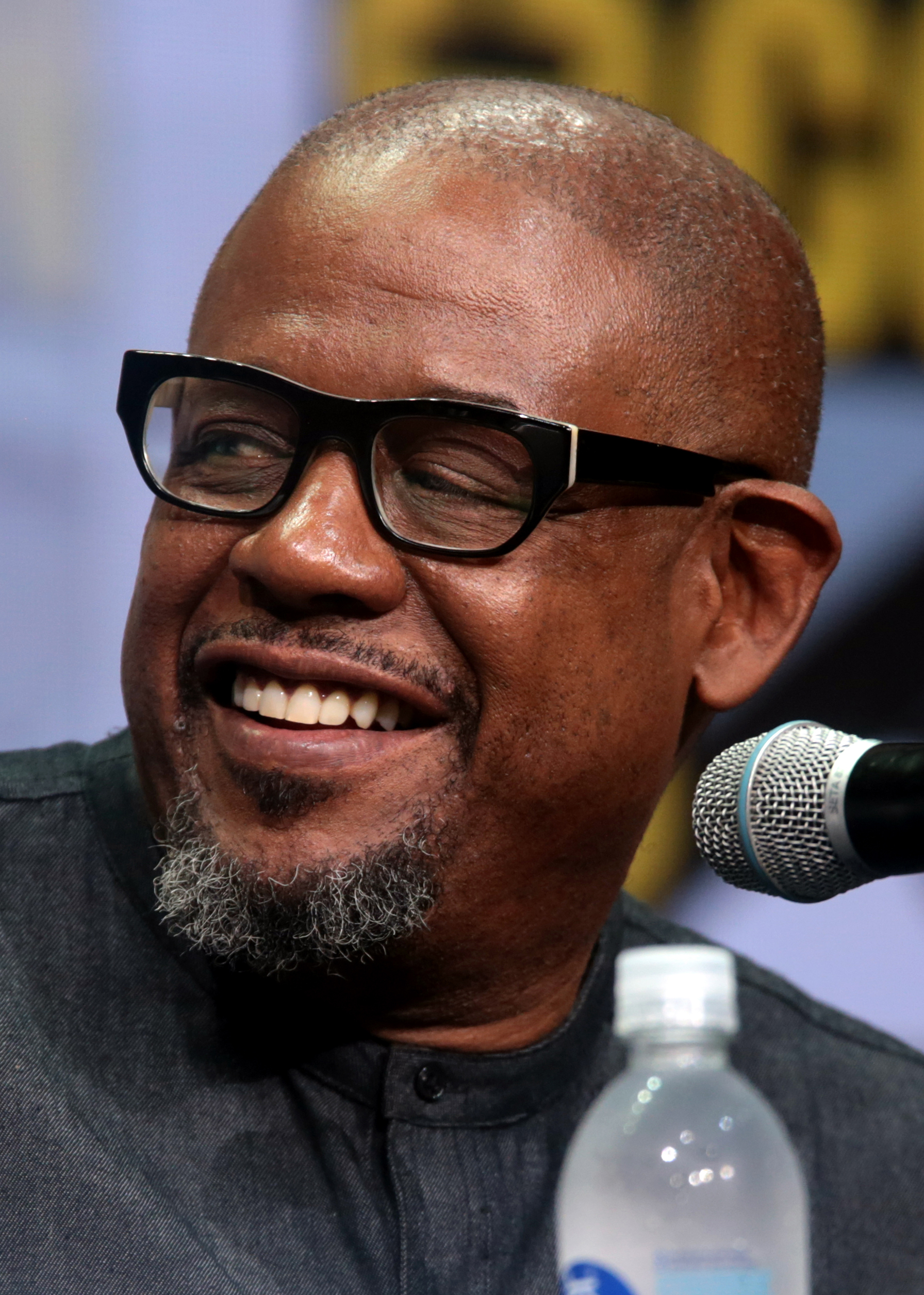
Forest Whitaker.

## Production

### Genèse et développement

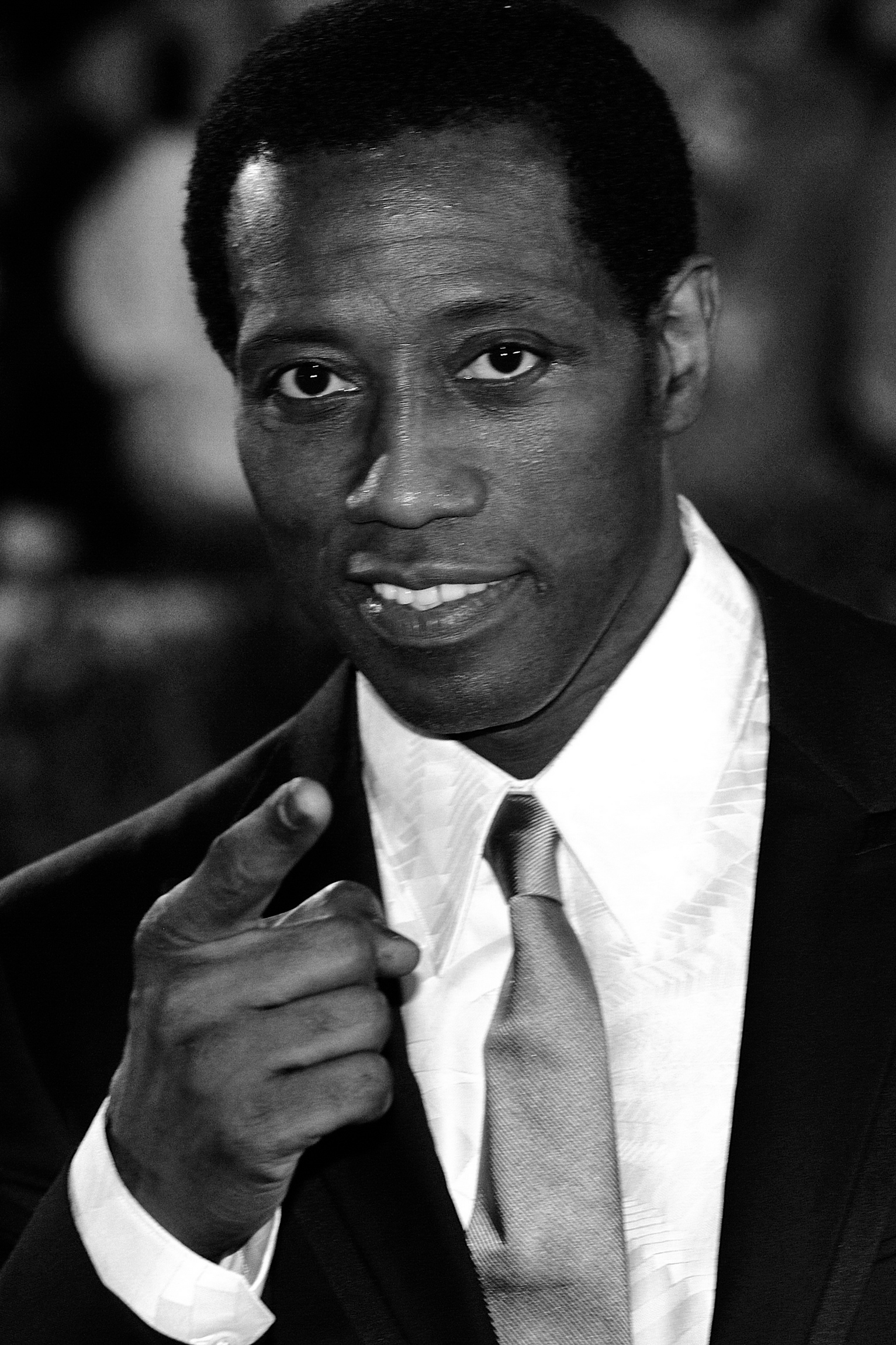
Dans les années 1990, Wesley Snipes a failli incarner le personnage.

En juin 1992, l'acteur Wesley Snipes annonce son intention de faire un film avec le personnage de la Panthère noire. Il commence à développer le projet en août 1992. En janvier 1994, Wesley Snipes entre en négociations avec Columbia Pictures pour incarner le personnage de Marvel Comics. Stan Lee rejoint le film en mars 1994, alors que le projet entre véritablement en développement en mai. Cependant, rien ne progresse par la suite et en janvier 1996 Stan Lee explique qu'il n'a pas été séduit par les différents scripts proposés.
En juillet 1997, Black Panther reste dans la liste des projets de films adaptés de Marvel Comics. En mars 1998, Joe Quesada et Jimmy Palmiotti sont chargés d'écrire le scénario. En août 1998, des problèmes au sein de l'entreprise Marvel mettent le projet en suspens. En mai 2000, Artisan Entertainment annonce un accord avec Marvel pour coproduire, financer et distribuer le film. En mars 2002, Wesley Snipes dit qu'il devra tourner Blade: Trinity ou Black Panther en 2003.
En septembre 2005, le directeur général de Marvel Avi Arad annonce que Black Panther fait partie des films développés par Marvel Studios et qu'il devrait être distribué par Paramount Pictures. En juin 2006, Wesley Snipes espère l'arrivée prochaine d'un réalisateur. En février 2007, Kevin Feige, président de Marvel Studios, confirme que le projet est d'actualité. En juillet 2007, le poste de réalisateur est proposé à John Singleton. En janvier 2011, Mark Bailey est chargé d'écrire un script pour Black Panther. En octobre 2013, Kevin Feige déclare : « Je ne sais pas quand exactement cela se fera, mais nous allons sûrement avoir des plans pour le faire un jour » et explique que certains éléments liés au personnage seront auparavant introduits dans l'univers cinématographique Marvel, notamment le Vibranium et le Wakanda.

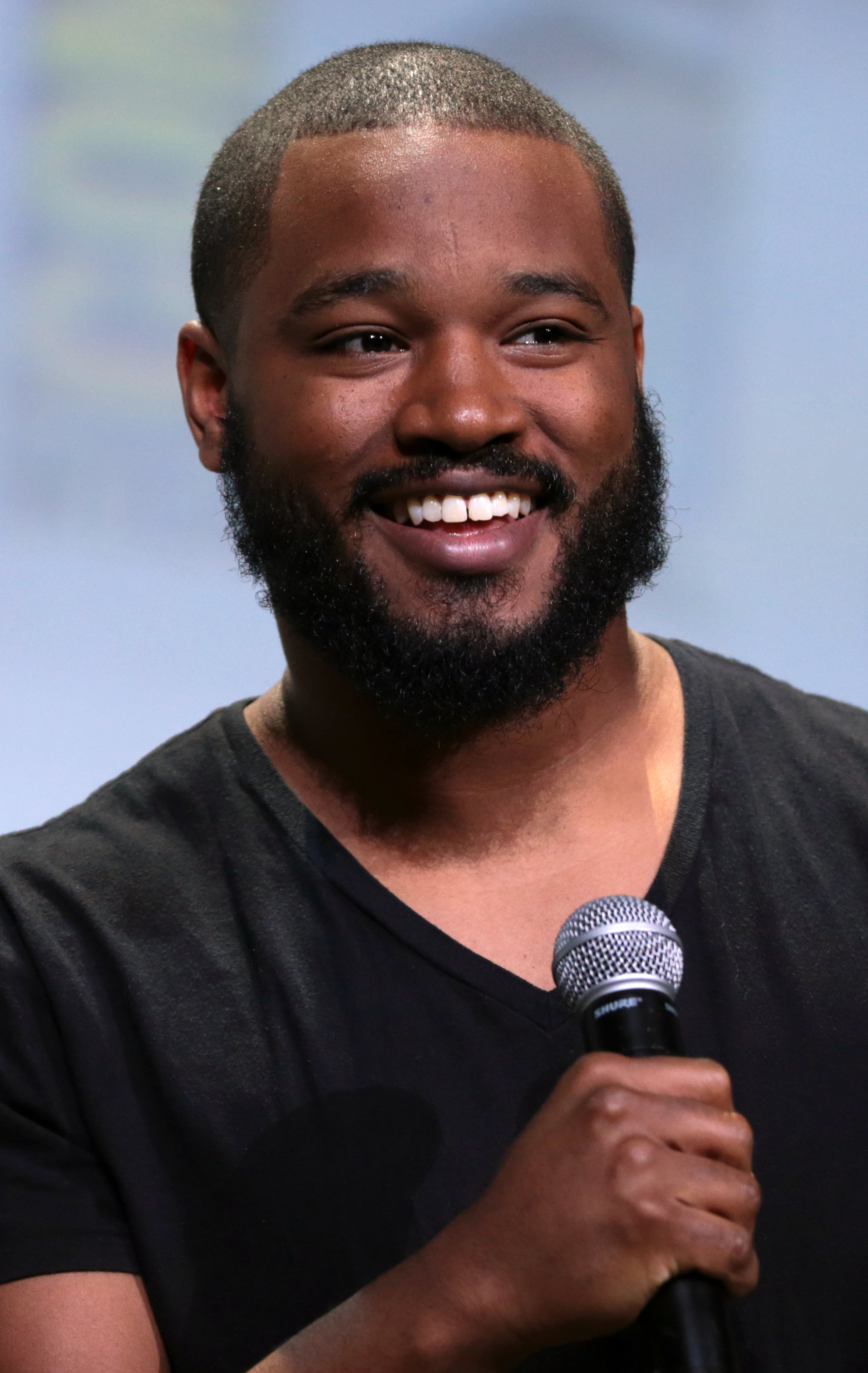
Ryan Coogler faisant la promotion du film au Comic-Con 2016 de San Diego.

En avril 2015, Kevin Feige explique qu'il va rencontrer des réalisateurs après la sortie de Avengers : L'Ère d'Ultron (2015). Le studio entre en discussion avec la réalisatrice Ava DuVernay, envisagée pour Black Panther ou le film Captain Marvel, mais elle refuse en juillet. En octobre de la même année, F. Gary Gray et Ryan Coogler sont évoqués pour mettre en scène le film,. Le premier préfère cependant réaliser Fast and Furious 8. En parallèle, Joe Robert Cole entre en négociation pour écrire le film. Après le succès de Creed : L'Héritage de Rocky Balboa (2015), les négociations avec Ryan Coogler sont relancées. Il est officialisé au poste de réalisateur en janvier 2016.

### Attribution des rôles
En octobre 2014, Kevin Feige annonce que Chadwick Boseman tiendra le rôle-titre. L'acteur endosse d'abord le costume dans Captain America: Civil War (2016), où était également présent Everett K. Ross (en) (incarné par Martin Freeman). Andy Serkis avait quant à lui déjà interprété Ulysses Klaue dans Avengers : L'Ère d'Ultron (2015).

### Tournage
Le tournage débute le 21 janvier 2017 aux Pinewood Atlanta Studios dans l'État de Géorgie, sous le faux-titre Motherland,. D'autres lieux d'Atlanta sont aussi utilisés, notamment le quartier Sweet Auburn ou encore la mairie qui sert de décor à l'immeuble des Nations unies. Certaines scènes seront par ailleurs tournées aux chutes d'Iguazú en Argentine.

### Post-production
Pour la version française, le doublage a été réalisé par le studio Dubbing Brothers, avec José Luccioni à la direction artistique.
Le 21 février 2018, iSpot.tv estime que plus de 37 millions d'USD ont été dépensés par Disney-Marvel en publicité télévisuelle aux États-Unis pour promouvoir Black Panther. La répartition serait 9,3 millions sur NBC; 6.3 millions sur ABC; 5 millions sur ESPN; 2,6 million sur CBS; 1,3 million sur Nickelodeon et 1,1 million sur la Fox.

## Musique
Bandes originales de l'univers cinématographique Marvel
Thor : Ragnarok
(2017) Avengers: Infinity War
(2018)
La musique du film est composée par Ludwig Göransson, qui avait déjà composé la musique des deux films précédents de Ryan Coogler. L'album est sorti le 16 février 2018. Le compositeur suédois explique avoir voyagé au Sénégal et en Afrique du Sud pour y enregistrer des musiciens locaux et ainsi former la « base » de son travail.
| 1.      | Wakanda Origins             | 1:44 |
| 2.      | Royal Talon Fighter         | 4:00 |
| 3.      | Wakanda                     | 2:20 |
| 4.      | Warrior Falls               | 4:06 |
| 5.      | The Jabari                  | 1:08 |
| 6.      | Waterfall Fight             | 4:03 |
| 7.      | Ancestral Plane             | 4:27 |
| 8.      | Killmonger                  | 2:55 |
| 9.      | Phambili                    | 2:31 |
| 10.     | Casino Brawl                | 3:32 |
| 11.     | Busan Car Chase             | 2:49 |
| 12.     | Questioning Klaue           | 3:32 |
| 13.     | Outsider                    | 2:07 |
| 14.     | Is This Wakanda?            | 2:46 |
| 15.     | Killmonger's Challenge      | 5:07 |
| 16.     | Killmonger vs. T'Challa     | 3:30 |
| 17.     | Loyal to the Throne         | 1:35 |
| 18.     | Killmonger's Dream          | 3:15 |
| 19.     | Burn It All                 | 3:24 |
| 20.     | Entering Jabariland         | 2:42 |
| 21.     | Wake Up T'Challa            | 6:08 |
| 22.     | The Great Mound Battle      | 3:48 |
| 23.     | Glory to Bast               | 6:06 |
| 24.     | The Jabari, Pt. II          | 2:22 |
| 25.     | A Kings Sunset              | 4:28 |
| 26.     | A New Day                   | 1:47 |
| 27.     | Spaceship Bugatti           | 1:23 |
| 28.     | United Nations / End Titles | 7:32 |
| 1:35:07 |                             |      |

Black Panther: The Album

## Accueil

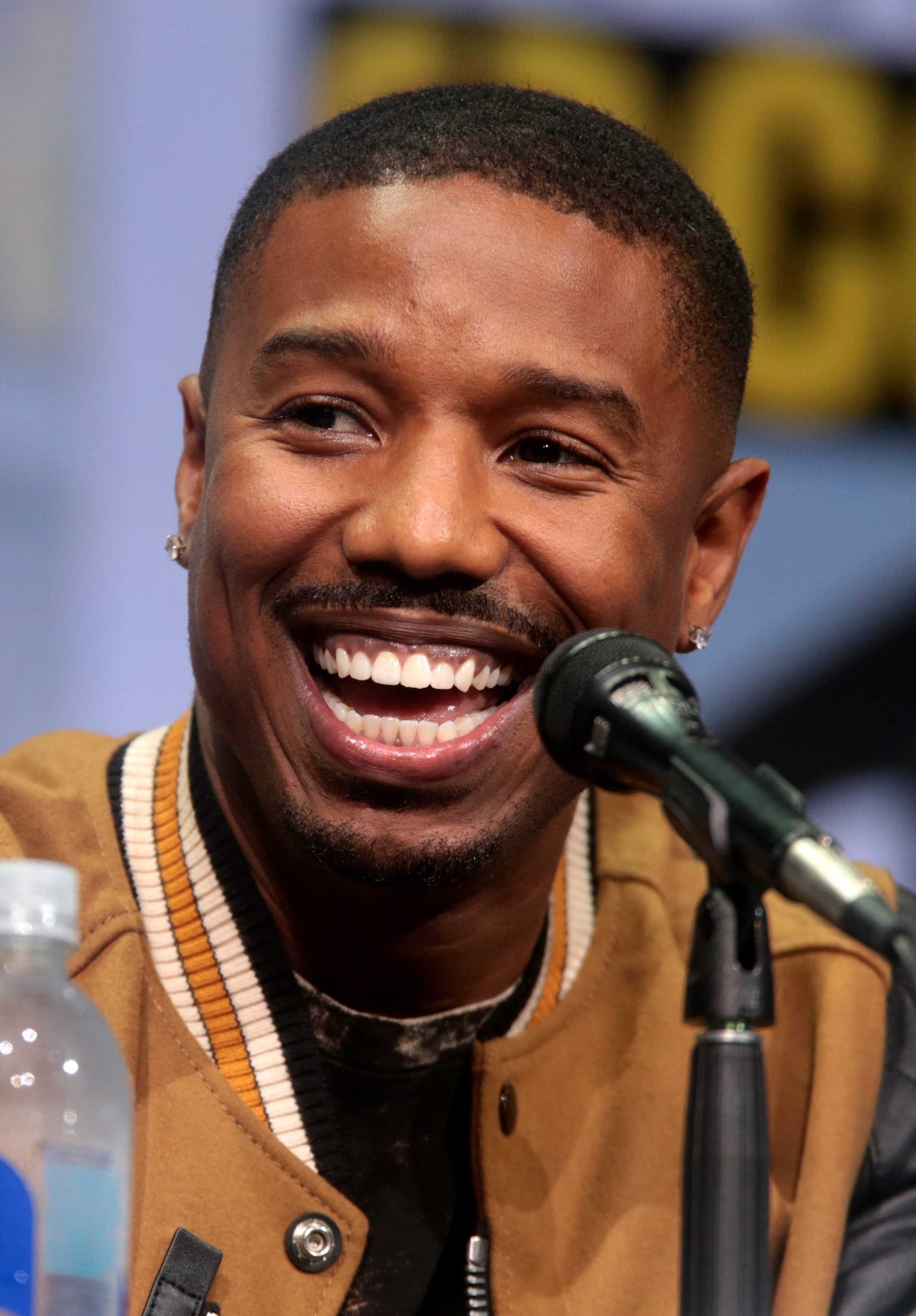
Michael B. Jordan lors du panel présentant le film Black Panther, plusieurs mois avant la sortie du film, lors de la Comic-Con de San Diego 2017

### Sorties
En octobre 2014, Kevin Feige annonce que Black Panther sortira le 3 novembre 2017. En février 2015, Marvel repousse la sortie au 6 juillet 2018. Le film est sorti finalement le 16 février 2018 aux États-Unis et le 14 février en France.
Le 6 avril 2018, à la suite d'un assouplissement de la politique par le prince héritier Mohammed ben Salmane, le film Black Panther devient le premier film projeté au cinéma en Arabie saoudite depuis 1980,,.
Le 22 février 2018, Black Panther approche des 500 millions d'USD de recettes et permet aux studios Disney de dépasser le milliard pour l'année 2018. Le 25 février 2018, durant sa seconde semaine de sortie, le film dépasse les 700 millions d'USD de recettes. Le 26 février 2018, en raison du succès de Black Panther, Disney verse 1 million d'USD à Boys and Girls Clubs of America. Le 10 mars 2018, Black Panther récolte près de 10 millions d'USD pour le premier jour de sa quatrième semaine et dépasse le milliard d'USD à l'international mais est dépassé par Un raccourci dans le temps, une autre production de Disney qui débute au cinéma,. Le 17 mars 2018, Black Panther poursuit son succès et récolte 27 millions d'USD pour son cinquième weekend cumulant 606 millions d'USD et devançant Tomb Raider qui débutait,. Le 22 mars 2018, Black Panther dépasse les 1,2 milliard d'USD de recettes à l'international. Le 14 avril 2018, Black Panther dépasse les 670 millions d'USD de recettes aux États-Unis.

### Accueil critique
Black Panther est très bien reçu par la critique : il atteint un taux d'approbation de 97 % sur 299 critiques sur Rotten Tomatoes et totalise un score de 88⁄100 sur le site d'agrégation Metacritic, basé sur 53 critiques toutes positives.
En France, il obtient les notes de 3,1⁄5 de la part de la presse sur Allociné et 4⁄5 de la part des spectateurs.
Côté presse, les avis sont plutôt positifs. Pour Première, « Ryan Coogler et son sublime casting ont réussi leur pari. ». Le Figaro est du même avis : « Le réalisateur Ryan Coogler dépasse le film de superhéros pour imposer son style et les thématiques qui lui sont chères, le tout enrobé dans un divertissement populaire. ». Selon les Inrocks, « On est saisis ici par un pur événement de représentation, une appropriation de l’imaginaire pop dont la motivation première pouvait faire craindre un prêchi-prêcha, alors que son résultat révèle au contraire d’une réussite purement sensorielle. ». Plus sévères, les Cahiers du cinéma y voient « une bouillie visuelle impensée. » De même, pour Libération : « On pourrait se contenter de trouver le film aseptisé, enfantin et moche. Y voir un nouvel échec de Marvel à proposer un cinéma d’action lisible et chorégraphié. Mais Black Panther est un peu moins innocent qu’il n’y paraît. […] Le film rejoue, à sa micro-échelle et de façon grotesque, l’opposition entre Martin Luther King et Malcolm X, entre non-violence (l’indifférence de Black Panther se changeant en interventionnisme pacifiste) et autodéfense. Cela aurait pu être l’occasion de mettre en scène le dialogue entre deux visions de la lutte des droits civiques (d’autant plus pertinente que le mouvement Black Lives Matter penche plutôt du côté de Malcolm X), si Marvel ne s’était empressé de disqualifier un camp, en le marquant du sceau infâme du terrorisme, en aveuglement revanchard alimenté par un hubris débordant. »

### Box-office
| Pays ou région        | Box-office        | Date d'arrêt du box-office | Nombre de semaines |
| --------------------- | ----------------- | -------------------------- | ------------------ |
| États-Unis Canada     | 700 426 566 $     | 9 août 2018                | 25                 |
| Chine                 | 105 062 459 $     | 8 avril 2018               | 5                  |
| France                | 3 688 070 entrées | 5 juin 2018                | 16                 |
| Allemagne             | 1 798 330 entrées | 30 septembre 2018          | 33                 |
| Italie                | 1 064 295 entrées | 19 août 2018               | 27                 |
| Espagne               | 1 241 374 entrées | 16 septembre 2018          | 31                 |
| Total hors États-Unis | 649 499 517 $     | 28 octobre 2018            | 37                 |
| Total mondial         | 1 349 926 083 $   | 28 octobre 2018            | 37                 |

Sur le sol américain, Black Panther bat plusieurs records d'audience : il cumule plus de 192 millions de dollars de recettes pour ses trois premiers jours d'exploitation, alors que les prévisions estimaient au mieux le chiffre à 170 millions, réalisant ainsi le 5e meilleur démarrage de tous les temps aux États-Unis, entre Avengers et Avengers : L'Ère d'Ultron, et bat le record du meilleur démarrage pour un mois de février, détenu jusque-là par Deadpool. Il devient également le 4e film à dépasser les 100 millions de dollars de recette dès son 2e week-end d'exploitation, après Star Wars, épisode VII : Le Réveil de la Force, Jurassic World et Avengers, et ce avant sa sortie en Russie et en Chine. Le 4 août 2018, Black Panther dépasse les 700 millions d'USD de recettes. Depuis, le film domine le box-office avec 700 426 566 $ en Amérique du Nord et 1 347 597 973 $ de recettes mondiales. En Amérique du Nord, il s'agit du 2e plus gros succès de l'univers cinématographique Marvel derrière Avengers: Endgame (858 373 000 $), et du 5e plus gros succès mondial du MCU derrière Avengers: Endgame (2 797 800 564 $), Avengers: Infinity War (2 048 359 754 $), Avengers (1 518 812 988 $) et Avengers : L'Ère d'Ultron (1 405 403 694 $).
En France, le film réussit à s'emparer de la première place du box-office et à dépasser le seuil du million d'entrées lors de sa première semaine d'exploitation en attirant 1 058 869 spectateurs. La semaine suivante, le film reste en tête du box-office en attirant 849 449 spectateurs supplémentaires et cumule 1 908 318 entrées. Lors de sa troisième semaine d'exploitation, il cède la première place du box-office à La Ch'tite Famille, après avoir réussi à cumuler 2 534 000 entrées. Le film a réalisé en tout 3 688 070 entrées. Il s'agit du 10eplus gros succès de Marvel en France derrière Avengers: Endgame (6 823 130), Spider-Man (6 459 120), Spider-Man 3 (6 336 433), Spider-Man 2 (5 335 224), Avengers: Infinity War (5 141 500), Avengers (4 505 704), Iron Man 3 (4 386 939), Avengers : L'Ère d'Ultron (4 331 356) et Deadpool (3 763 671). À Paris, le film a réalisé 1 213 831 entrées.

## Distinctions
Entre 2018 et 2019, le film Black Panther a été sélectionné 399 fois dans diverses catégories et a remporté 117 récompenses,.
Black Panther est nommé dans sept catégories pour les Oscars du cinéma 2019, devenant par la même le premier film de super-héros nommé pour le trophée du meilleur film.

### Récompenses
- BAFA 2019 :
  - BAFTA des meilleurs effets visuels pour Geoffrey Baumann, Jesse James Chisholm, Craig Hammack et Dan Sudick
- Oscars 2019 :
  - Oscar des meilleurs décors pour Hannah Beachler et Jay Hart
  - Oscar de la meilleure création de costumes pour Ruth E. Carter
  - Oscar de la meilleure musique de film pour Ludwig Göransson

### Nominations
- MTV Movie Awards 2018 :
  - Meilleur combat pour Chadwick Boseman et Winston Duke
  - Meilleure équipe à l'écran pour Chadwick Boseman, Lupita Nyong'o, Danai Gurira et Letitia Wright
- Teen Choice Awards 2018 :
  - Meilleur acteur dans un film de science-fiction pour Chadwick Boseman
  - Révélation de l'année au cinéma pour Letitia Wright
- Critics' Choice Awards 2019 :
  - Meilleur acteur dans un second rôle pour Michael B. Jordan
- Oscars 2019 :
  - Oscar du meilleur film
  - Oscar du meilleur montage de son pour Benjamin A. Burtt et Steve Boeddeker
  - Oscar du meilleur mixage de son pour Steve Boeddeker, Brandon Proctor et Peter Devlin
  - Oscar de la meilleure chanson originale pour All the Stars de Kendrick Lamar, SZA et Mark Spears

## Analyse

### Importance culturelle
Pour Jamil Smith dans le magazine Time, Black Panther semble capable de prouver à Hollywood que les Afro-Américains peuvent générer des profits grâce à tous les publics, et que ce film est un acte de résistance face au mouvement culturel et politique régressif alimenté en partie par le mouvement nativiste blanc. Les thèmes abordés par le film remettent en question les préjugés institutionnels, ses personnages s'attaquent aux oppresseurs et son récit inclut des perspectives prismatiques sur la vie et la tradition des Noirs. Dans le New York Times Magazine, Carvell Wallace explique pourquoi ce film est un moment déterminant pour l'Amérique noire et que, contrairement aux films de super-héros noirs précédents, Black Panther « est imprégné de façon très spécifique et délibérée de “négritude”[264]. » Il pense que le film et le fictif Wakanda deviendront une « terre promise » pour les générations futures d'Américains noirs, « non troublée par les horreurs criminelles de notre Amérique [contemporaine]. » Pour l'historien Nathan D. B. Connolly, Black Panther est « une puissante analogie fictive pour les luttes de la vie réelle » qui exploite une « histoire de 500 ans de personnes d'origine africaine imaginant la liberté, la terre et l'autonomie nationale. » L'écrivain et activiste Shaun King estime que le film est un moment culturel dans l'histoire des Noirs américains, similaire au boycott des bus de Montgomery, au discours de Martin Luther King Jr. « I Have a Dream » ou à l'élection de Barack Obama à la présidence.
Parallèlement, selon James Wilt écrivant pour Canadian Dimension, « Black Panther contient une compréhension fondamentalement réactionnaire de la libération des Noirs qui préconise ouvertement la politique de respectabilité plutôt que la révolution », ce qui permet aux « Blancs comme moi de se sentir extrêmement à l'aise en le regardant ». Wilt trouve que la scène où Ross est présenté comme « un héros » pour avoir abattu les navires wakandans légitime l'écrasement d'une révolte armée contre l'oppression. Wilt estime également que Killmonger a reçu « les traits les plus hideux imaginables [faisant] du seul personnage afro-américain important du film, un agitateur et un tueur maniaque consumé par la rage et la violence. » Russell Rickford dans Africa is a Country est d'accord avec cette évaluation de Killmonger. Pour lui, son rôle en tant que personnage est de « discréditer l'internationalisme radical. »

### Représentation de la culture africaine et afro-américaine
Pour Dwayne Wong (Omowale) dans HuffPost, le film s'attaque à « de sérieux problèmes politiques concernant les relations de l'Afrique avec l'Occident, qui reçoivent très rarement l'attention sérieuse qu'ils méritent », les Wakandans étant présentés comme suspects à l'égard des étrangers. Il conclut que si le pays est fictif, la politique « est bien réelle. La fin du colonialisme n'a pas mis fin à la manipulation occidentale dans la politique africaine. » Carlos Rosario Gonzalez de Bam! Smack! Pow! écrit que la lutte entre T'Challa et Killmonger représente le combat de « ce que signifie être Africain » et de « ce que l'Afrique signifie pour les Afro-minorités d'aujourd'hui ». Dans cette perspective, Wakanda représente l'Afrique sans colonialisme occidental, et Killmonger nous montre que « nous pouvons parfois devenir ce que nous cherchons à détruire », concluant que Killmonger veut utiliser les ressources du Wakanda pour devenir un colonisateur de l'Occident tandis que « les manières conservatrices du Wakanda ont créé le problème qu'ils cherchaient à détruire : Erik Killmonger ».
Jelani Cobb, dans The New Yorker, a estimé que T'Challa et Killmonger représentaient « des réponses en duel à cinq siècles d'exploitation africaine aux mains de l'Occident. Le méchant, dans la mesure où le terme s'applique, est l'histoire elle-même ». Cobb ajoute que Black Panther a une portée politique différente des précédents films MCU dans lesquels « nous étions au moins clairs sur l'endroit où les lignes de la fantaisie se sont éloignées de la réalité [alors que ce film se déroule] dans une nation inventée en Afrique, un continent qui a été aux prises avec des versions inventées de lui-même depuis que les hommes blancs l'ont déclaré pour la première fois “continent noir” et ont commencé à piller son peuple et ses ressources. »

### Critiques du film
Pour Patrick Gathara, écrivant dans le Washington Post, le film offre une « vision rétrograde, néocoloniale de l'Afrique », qui, plutôt qu'une « contre-mythologie rédemptrice », colporte « les mêmes mythes destructeurs ». Gathara souligne que l'Afrique qui y est dépeinte est toujours essentiellement une création européenne, divisée et tribalisée. Le Wakanda est dirigé par des élites riches et rivales qui, malgré leurs capacités techniques avancées, règlent les questions de succession par des combats à mort. Selon Gathara, les Wakandans « se conforment encore aux moules occidentaux d'un peuple sombre sur un continent sombre », et ils « restent si peu sophistiqués qu'un Américain “de retour” peut se promener et prendre le relais… [Le film] ne doit pas être confondu avec une tentative de libérer l'Afrique de l'Europe. C'est tout le contraire. Sa “contre-mythologie rédemptrice” enracine les tropes qui ont été utilisés pour déshumaniser les Africains pendant des siècles. » Christopher Lebron, dans un article pour Boston Review, a qualifié le film de « raciste » parce qu'il dépeint les Noirs américains qui ont été laissés dans la pauvreté et l'oppression, comme Killmonger, « relégués au plus bas niveau de considération politique » dans le film, traités comme moins dignes d'empathie et moins capables d'être considérés comme héroïques que l'espion blanc de Ross. Lebron a estimé que T'Challa aurait pu se montrer une bonne personne en comprenant comment Killmonger était affecté par le racisme américain et la « cruauté » de T'Chaka, et aurait pu convenir que la justice exige parfois la violence comme dernier recours contre l'oppression. « En 2018, un monde qui abrite à la fois le Mouvement pour la vie noire et un président [Donald Trump] qui identifie les suprémacistes blancs comme des gens bien, on nous offre un film sur l'autonomisation des Noirs où les seuls nobles africains rachetés sont les nobles africains [qui] protègent la vertu et la bonté contre la menace non pas des Américains blancs ou des Européens, mais d'un Américain noir. »

## Commentaires
- Tessa Thompson qui partage l'affiche avec Michael B. Jordan dans les films Creed et Creed 2 a fait remarquer à ce dernier que le costume de Killmonger ressemble étrangement à celui du personnage de Végéta dans l'anime Dragon Ball Z. Michael B. Jordan s'est rapproché de Ryan Coogler qui est un grand fan de japanimation et qui a confirmé à l'acteur que l'uniforme de Killmonger est bien un clin d'oeil au personnage de Dragon Ball Z.
- Un clin d'oeil à Black Panther a été glissé dans le jeu vidéo Assassin's Creed Odyssey. Ce clin d'oeil est en lien avec la scène ou T'challa affronte M'Baku dans la cascade. Dans le jeu vidéo, deux PNJ s'affrontent dans une cascade.

## Suite
Disney indique que la suite du film intitulée Black Panther: Wakanda Forever sort au cinéma le 9 novembre 2022 après avoir envisagé de ne pas le sortir au cinéma.